# Félines-sur-Rimandoule
Félines-sur-Rimandoule è un comune francese di 70 abitanti situato nel dipartimento della Drôme della regione dell'Alvernia-Rodano-Alpi.

## Società

### Evoluzione demografica
Abitanti censiti